# Potamophylax gurunaki
Potamophylax gurunaki är en nattsländeart som beskrevs av Malicky 1992. Potamophylax gurunaki ingår i släktet Potamophylax och familjen husmasknattsländor. Inga underarter finns listade i Catalogue of Life.